# Creuzier-le-Vieux

Creuzier-le-Vieux este o comună în departamentul Allier din centrul Franței. În 1 ianuarie 2022 avea o populație de 3.246 de locuitori.